# Abidin
Abidin (arab. عابدين) – miejscowość w Syrii, w muhafazie Idlib. W 2004 roku liczyła 1264 mieszkańców.